# Martínkov
Martínkov är en ort i Tjeckien.   Den ligger i regionen Vysočina, i den centrala delen av landet, 140 km sydost om huvudstaden Prag. Martínkov ligger 516 meter över havet och antalet invånare är 272.
Terrängen runt Martínkov är lite kuperad.Runt Martínkov är det ganska tätbefolkat, med 129 invånare per kvadratkilometer. Närmaste större samhälle är Třebíč, 18,0 km nordost om Martínkov. Trakten runt Martínkov består till största delen av jordbruksmark.